# خورشیدگرفتگی ۱۱ اوت ۲۰۱۸
خورشیدگرفتگی ۱۱ اوت ۲۰۱۸ (به انگلیسی: Solar eclipse of August 11, 2018) یک خورشیدگرفتگی از نوع خورشیدگرفتگی جزئی است. این خورشیدگرفتگی در تاریخ ۱۱ اوت ۲۰۱۸ میلادی (‎۲۰ مرداد ۱۳۹۷ خورشیدی) روی خواهد داد که زمان اوج آن، ساعت ۹:۴۷:۲۸ به‌وقت ساعت هماهنگ جهانی است.